# Pajel
Emanuel Pajel Odame, kurz Pajel, ist ein deutscher Rapper aus Neuss mit ghanaisch-togoischen Wurzeln. Sein kommerzieller Durchbruch gelang ihm im August 2021 mit der Single 10von10.

## Karriere
Bereits vor seinen ersten Singles unter einem Label veröffentlichte er, ab Januar 2021, eigene Songs auf YouTube und erzielte damit sechsstellige Aufrufzahlen. Anfang April 2021 veröffentlichte er, zusammen mit Celo & Abdi, die Single Nie gesehen.
Sein kommerzieller Durchbruch gelang ihm mit seiner im August 2021 erschienenen Single 10von10, die sich auf Platz zwei in den deutschen, Rang acht in den österreichischen sowie Platz zwölf in den Schweizer Singlecharts platzieren konnte. Außerdem erreichte der Song die Spitzenposition in den deutschen Spotify-Charts und TikTok-Trends. Ende Dezember 2021 wurde in Kooperation mit den Rappern Luciano und Headie One ein Remix des Stücks als 10von10 (Remix) veröffentlicht.
Bereits kurz vor der Veröffentlichung der Single unterschrieb er seinen ersten Plattenvertrag bei Sony Music. Im Oktober und November 2021 veröffentlichte er mit Verkackt und Hausbesuch zwei weitere Singles, die sich jeweils in den Top 50 bzw. Top 200 der deutschen Spotify-Charts platzieren konnten.

## Privates
Pajel wuchs bis zum Kleinkindesalter in Ghana auf, danach in Deutschland. Er ist zur Hälfte Ghanaer und zur Hälfte Togolese.
Nach Angaben seines Managements gibt der Rapper keine Interviews, da es dafür „zu früh“ sei. Auch über sein Alter sind keine offiziellen Informationen bekannt.

## Diskografie

### Alben
| Jahr | Titel         | Höchstplatzierung, Gesamtwochen, AuszeichnungChartplatzierungen (Jahr, Titel, Platzierungen, Wochen, Auszeichnungen, Anmerkungen) | Höchstplatzierung, Gesamtwochen, AuszeichnungChartplatzierungen (Jahr, Titel, Platzierungen, Wochen, Auszeichnungen, Anmerkungen) | Höchstplatzierung, Gesamtwochen, AuszeichnungChartplatzierungen (Jahr, Titel, Platzierungen, Wochen, Auszeichnungen, Anmerkungen) | Anmerkungen                               |
| Jahr | Titel         | DE | AT | CH | Anmerkungen                               |
| ---- | ------------- | --- | --- | --- | ----------------------------------------- |
| 2022 | Seelenfrieden | DE96 (1 Wo.)DE | — | — | Erstveröffentlichung: 18. Februar 2022 EP |
| 2023 | Purple Past   | DE47 (2 Wo.)DE | — | CH50 (2 Wo.)CH | Erstveröffentlichung: 17. März 2023       |
| 2023 | Manners       | — | — | — | Erstveröffentlichung: 20. November 2023   |
| 2023 | Bozzez        | — | — | — | Erstveröffentlichung: 1. Dezember 2023    |
| 2023 | Lonlee        | — | — | — | Erstveröffentlichung: 15. Dezember 2023   |

### Singles
| Jahr | Titel Album                   | Höchstplatzierung, Gesamtwochen, AuszeichnungChartplatzierungen (Jahr, Titel, Album, Platzierungen, Wochen, Auszeichnungen, Anmerkungen) | Höchstplatzierung, Gesamtwochen, AuszeichnungChartplatzierungen (Jahr, Titel, Album, Platzierungen, Wochen, Auszeichnungen, Anmerkungen) | Höchstplatzierung, Gesamtwochen, AuszeichnungChartplatzierungen (Jahr, Titel, Album, Platzierungen, Wochen, Auszeichnungen, Anmerkungen) | Anmerkungen                                                     |
| Jahr | Titel Album                   | DE | AT | CH | Anmerkungen                                                     |
| --- | ----------------------------- | --- | --- | --- | --------------------------------------------------------------- |
| 2021 | 10von10 Seelenfrieden         | DE2 Platin · (47 Wo.)DE | AT8 Platin · (32 Wo.)AT | CH12 Platin · (24 Wo.)CH | Erstveröffentlichung: 23. August 2021                           |
| 2021 | Verkackt Seelenfrieden        | DE50 (2 Wo.)DE | — | — | Erstveröffentlichung: 15. Oktober 2021                          |
| 2022 | Blockstar Purple Past         | DE69 (4 Wo.)DE | — | — | Erstveröffentlichung: 1. Juli 2022                              |
| 2022 | Sie will Purple Past          | DE27 (2 Wo.)DE | AT69 (1 Wo.)AT | CH71 (1 Wo.)CH | Erstveröffentlichung: 7. Oktober 2022 featuring Nimo            |
| 2022 | Mondschein Purple Past        | DE60 (1 Wo.)DE | — | — | Erstveröffentlichung: 4. November 2022 featuring Ramo           |
| 2023 | 16 Purple Past                | DE7 (8 Wo.)DE | AT31 (3 Wo.)AT | CH28 (2 Wo.)CH | Erstveröffentlichung: 13. Januar 2023 featuring Kalim           |
| 2023 | Blocckind Purple Past         | DE39 (2 Wo.)DE | — | CH76 (1 Wo.)CH | Erstveröffentlichung: 10. Februar 2023 featuring Hanybal & Volo |
| 2023 | It Doesn’t Matter Purple Past | DE62 (1 Wo.)DE | — | — | Erstveröffentlichung: 3. März 2023                              |
| 2023 | Keine Love –                  | DE78 (1 Wo.)DE | — | — | Erstveröffentlichung: 9. Juni 2023                              |
| 2023 | Blue Racks –                  | DE— aDE | — | — | Erstveröffentlichung: 7. Juli 2023 feat. Voyage                 |
| 2023 | Rolling on a River Eins       | DE64 (1 Wo.)DE | — | — | Erstveröffentlichung: 19. Juli 2023 Nimo feat. Pajel            |
| 2023 | Ohne mich –                   | DE95 (1 Wo.)DE | — | — | Erstveröffentlichung: 4. August 2023                            |
| 2023 | K&K –                         | DE— bDE | — | — | Erstveröffentlichung: 22. September 2023                        |
| 2023 | Fake Love –                   | DE66 (1 Wo.)DE | — | — | Erstveröffentlichung: 12. Oktober 2023 Kalim feat. Pajel        |
| 2024 | NRW Connect –                 | DE— cDE | — | — | Erstveröffentlichung: 15. August 2024 feat. Summer Cem          |
| 2025 | Opps –                        | DE93 (1 Wo.)DE | — | — | Erstveröffentlichung: 16. Januar 2025                           |
| 2025 | Buss It –                     | DE37 (1 Wo.)DE | — | — | Erstveröffentlichung: 16. April 2025 feat. Reezy                |
| 2025 | Ms. Fatty Glocks & Roses      | — | — | — | Erstveröffentlichung: 17. Juli 2025 feat. Summer Cem            |
| Folgende Lieder erschienen nicht als Single, wurden aber durch das Album zum Download und Streaming bereitgestellt und konnten somit eine Platzierung erlangen: |                               | | | |                                                                 |
| |                               | | | |                                                                 |
| 2022 | Nie verstehen Seelenfrieden   | DE25 (4 Wo.)DE | — | CH87 (1 Wo.)CH | featuring O.G.                                                  |
| 2022 | Weit gebracht Bratan          | DE70 (1 Wo.)DE | — | — | Olexesh featuring Pajel                                         |

Weitere Singles
- 2021: Nie gesehen (mit Celo & Abdi)
- 2021: Hausbesuch
- 2022: Touché (mit Namika)
- 2022: Gemischte Feelings (Platz 6 der deutschen Single-Trend-Charts am 5. August 2022[14]
- 2022: So wie wir
- 2022: Ozean
- 2022: Sofa
- 2023: Reise (mit O.G.; Platz 5 der deutschen Single-Trend-Charts am 28. April 2023[15]
- 2023: Endz
- 2023: Paparazzi
- 2023: Manners
- 2023: Nostalgie (mit Jazeek; #2 der deutschen Single-Trend-Charts am 22. Dezember 2023[16])
- 2024: Wieder mal (mit Jazeek)
- 2024: Pray for Me (mit Summer Cem)
- 2024: GT3 (#6 der deutschen Single-Trend-Charts am 26. Juli 2024[17])

Als Gastmusiker
- 2022: Place (Headie One featuring Dezzie & Pajel)
- 2022: Propeller (Remix) (Jae5 featuring BNXN & Pajel)
- 2022: Baby (Remix) (Aitch featuring Ashanti & Pajel)
- 2023: Grau (Azad featuring Pajel & Miami Yacine; Platz 9 der deutschen Single-Trend-Charts am 26. Mai 2023)[18]
- 2023: 9PM (Ramo feat. Pajel; #17 der deutschen Single-Trend-Charts am 13. Oktober 2023[19])
- 2025: Pissed off (Marlo featuring Pajel)